# Barma (cráter)
Barma es un cráter de impacto de 123 km de diámetro del planeta Mercurio. Debe su nombre al arquitecto ruso Ivan Barma (S. VI), y su nombre fue aprobado por la  Unión Astronómica Internacional en 1982.